# Really Doe
"Really Doe" é o primeiro single do quarto álbum solo do rapper Ice Cube, Lethal Injection. A canção um sample de "You Gotta Believe It" de The Pointer Sisters e "Lick the Balls" de Slick Rick. "My Skin Is My Sin" é o lado B da música. B Real da banda de rap Cypress Hill faz uma aparição no videoclipe da canção como o juiz.

## Melhores posições nas paradas musicais
| Parada musical                               | Posição |
| -------------------------------------------- | ------- |
| Estados Unidos (Billboard Hot 100)           | 54      |
| Estados Unidos (Billboard R&B/Hip-Hop Songs) | 30      |
| Estados Unidos (Billboard Hot Rap Songs)     | 5       |